# Le Bouchon-sur-Saulx
Le Bouchon-sur-Saulx é uma comuna francesa na região administrativa de Grande Leste, no departamento de Meuse. Estende-se por uma área de 5,42 km². Em 2010 a comuna tinha 241 habitantes (densidade: 44,5 hab./km²).